# Mirmecófago
Un mirmecófago es un animal que se alimenta exclusivamente de hormigas  y, con frecuencia, también de termitas (a pesar de que éstas no son hormigas). Como las costumbres de las hormigas y termitas son similares, las adaptaciones requeridas para su consumo son análogas. 
En los mamíferos, las especies mirmecófagas muestran una serie de adaptaciones para la captura de hormigas y termitas, entre las que destacan la reducción o la pérdida de los dientes como consecuencia de la adopción de una dieta a base de presas blandas, el alargamiento del hocico, la posesión de una larga lengua cilíndrica, delgada y pegajosa y de grandes glándulas salivales, y la posesión de fuertes garras para excavar los hormigueros y termiteros.

Estas adaptaciones se han producido, en los mamíferos, por lo menos cinco veces de manera independiente en líneas evolutivas no relacionadas: en los equidnas (monotremas) y en el numbat (un mamífero hormiguero marsupial), y entre los placentarios en los pangolines (folídotos), en el cerdo hormiguero (tubulidentados) y en los osos hormigueros y armadillos (xenartros). Este hábito es de esperar puesto que el tronco mamaliano fue al principio insectívoro. Se trata de un notable ejemplo de evolución convergente.

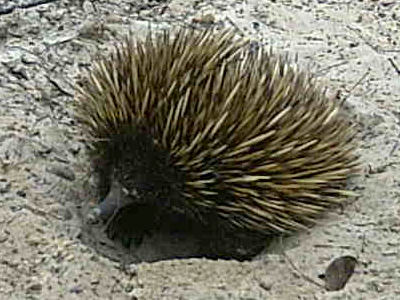
Equidna
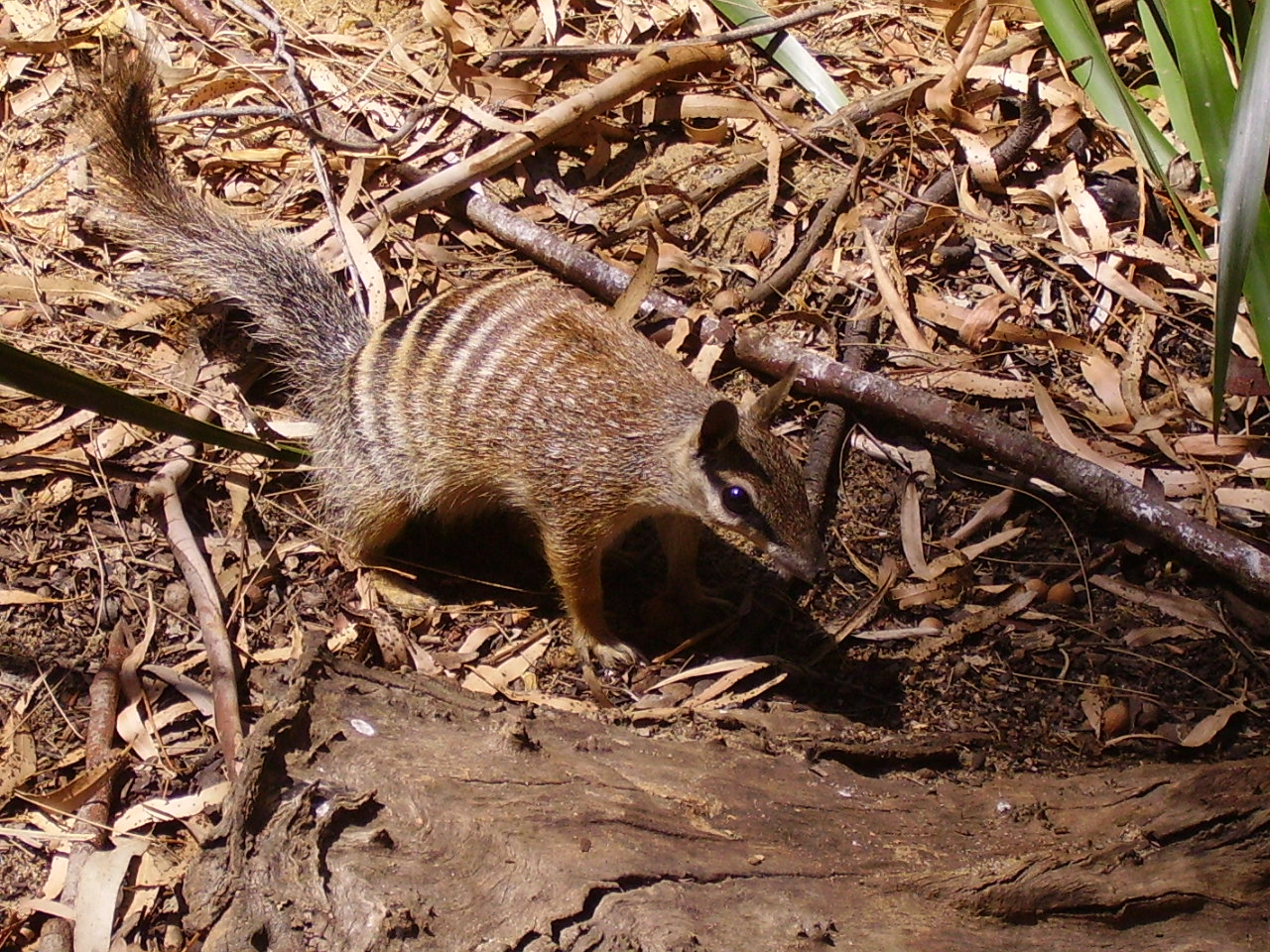
Myrmecobius
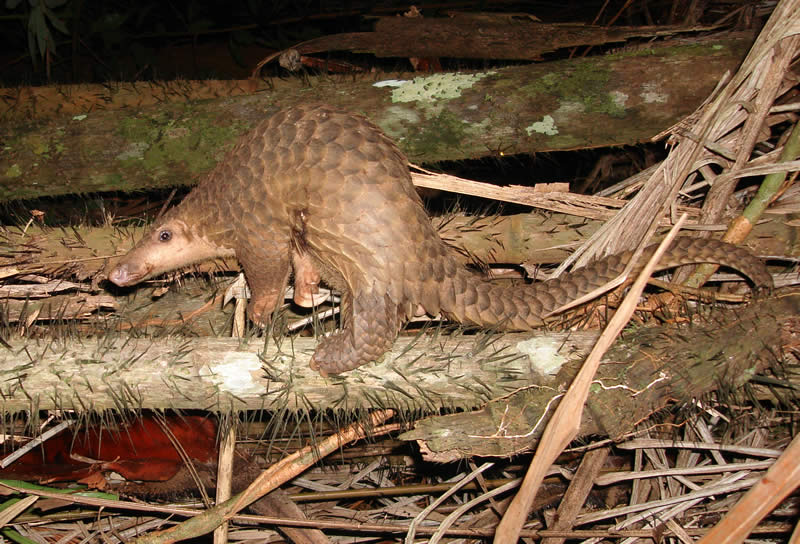
Pangolín
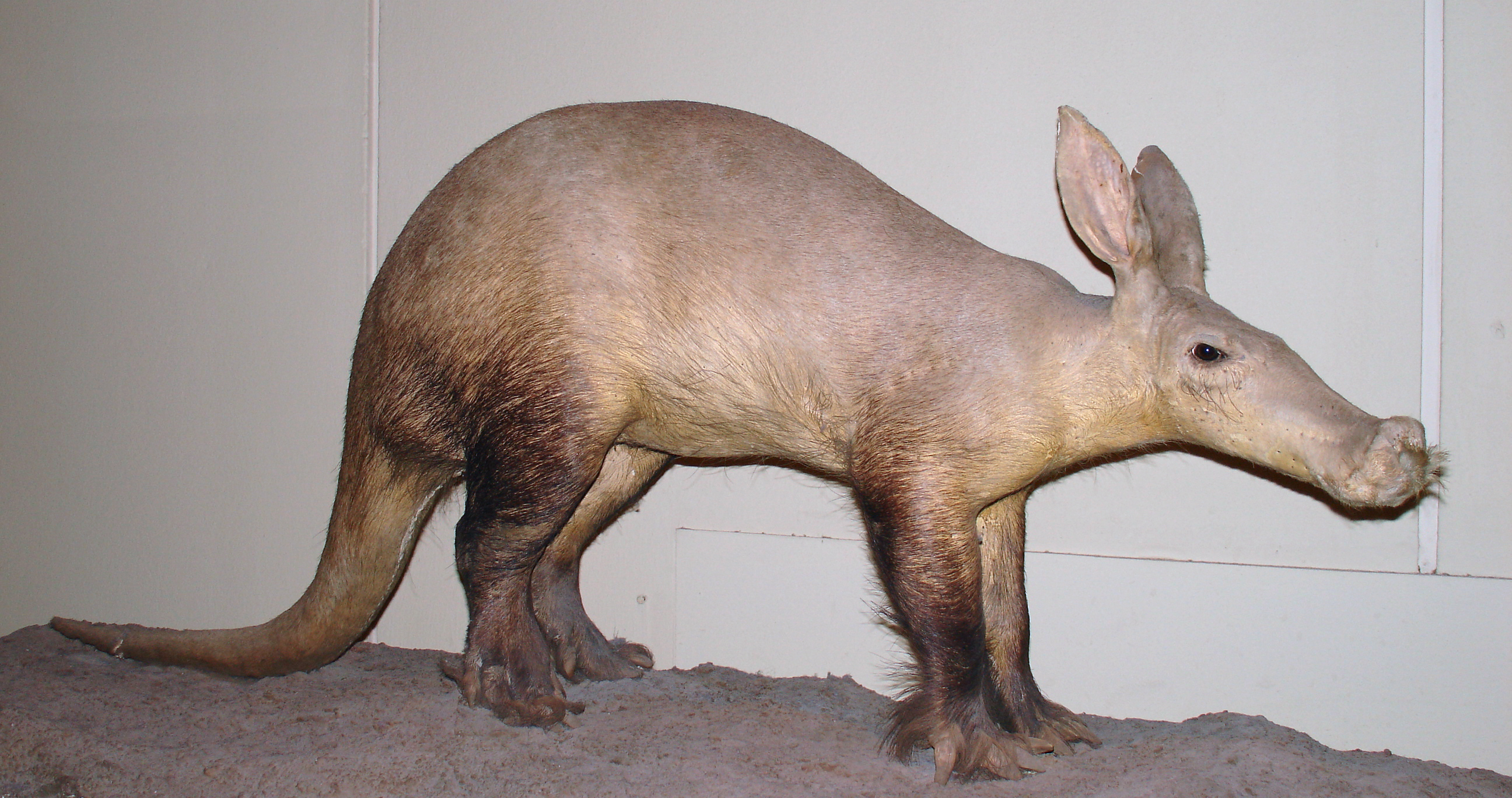
Cerdo hormiguero
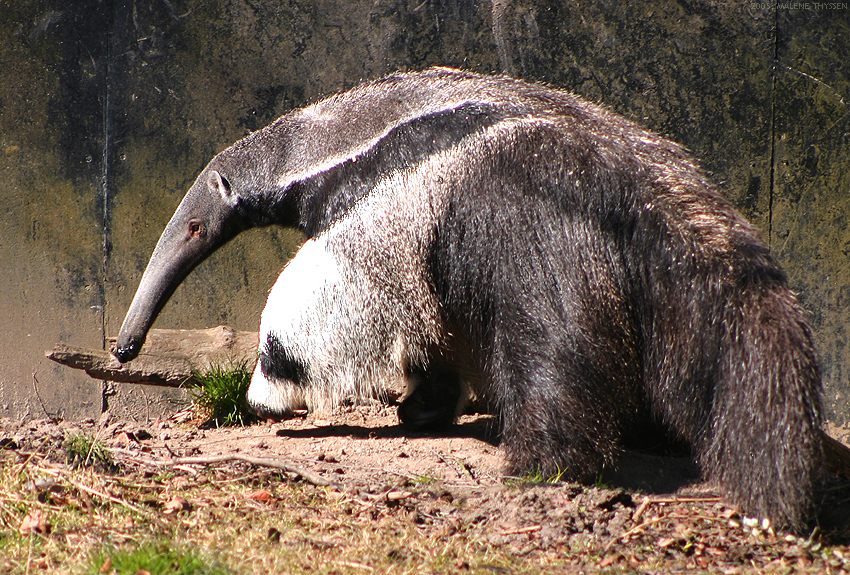
Oso hormiguero gigante
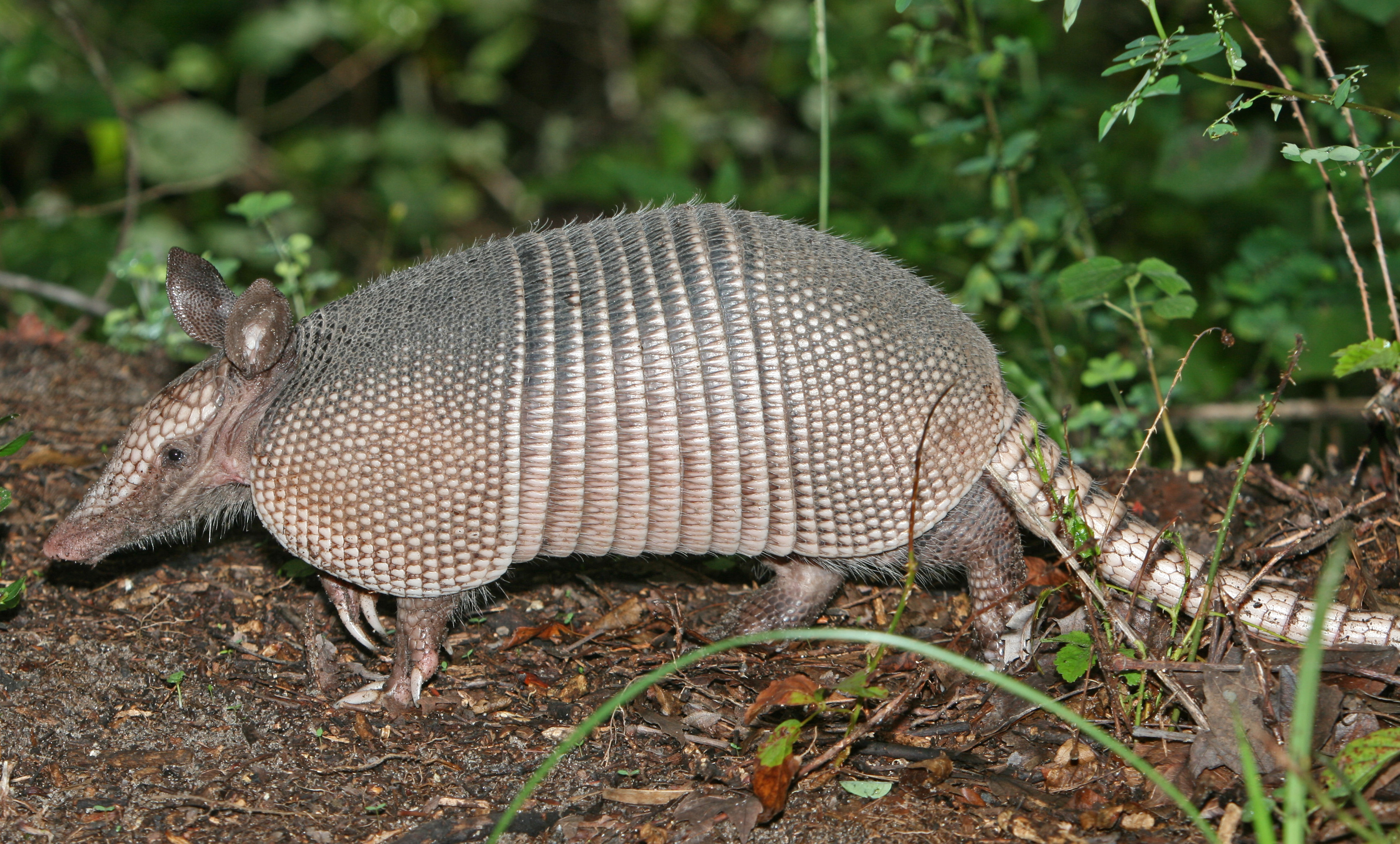
Armadillo